# Maart 2024
Dit artikel geeft een chronologisch overzicht van de belangrijkste gebeurtenissen per dag in de maand maart van het jaar 2024.

## Gebeurtenissen

### 1 maart
- In het noorden van Texas en Oklahoma woeden grote natuurbranden, die op satellietbeelden in de ruimte zijn te zien. In Texas is het de grootste natuurbrand ooit. Er vallen meerdere doden. Gouverneur Greg Abbott roept op veel plekken de noodtoestand uit.[1]
- De begrafenis van de Russische oppositieleider Aleksej Navalny met enkele duizenden aanwezigen vindt plaats in het district Maryino van Moskou. Tot in de avond komt de menigte zijn begraafplaats bezoeken.[2]

### 2 maart
- De bestorming van een gevangenis in de Haïtiaanse hoofdstad Port-au-Prince vormt het trieste hoogtepunt van het bendegeweld in het land, dat steeds meer ten prooi valt aan anarchie.

### 4 maart
- De regering van Haïti roept de noodtoestand uit na een grote gevangenisuitbraak in Port-au-Prince, waarbij ca. 4000 gevangenen weten vrij te komen. Bij de ontsnapping vallen zeker 20 doden.[3]
- Frankrijk legt als eerste land het recht op abortus vast in de grondwet.[4]

### 5 maart
- In de Volksrepubliek China start het jaarlijks Nationaal Volkscongres van de Communistische Partij. Onder meer het streefdoel van een lokale economische groei van 5 procent en de geplande eenmaking met Taiwan worden besproken.[5]
- In vijftien Amerikaanse staten en het overzees gebied Amerikaans-Samoa stemmen miljoenen Amerikanen bij de voorverkiezingen van Super Tuesday in aanloop naar de presidentsverkiezingen van november. Zittend president Joe Biden wint bij de Democratische Partij, ex-president Donald Trump wint bij de Republikeinse Partij.[6]

### 7 maart

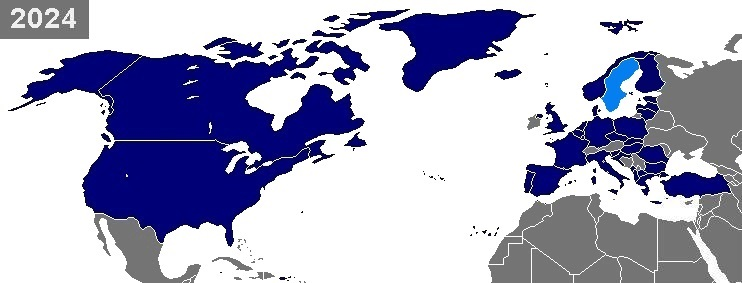
7 maart - Zweden wordt lid van de NAVO

- Zweden treedt toe tot de NAVO, als 32e lidstaat.[7]
- In de noordelijke Nigeriaanse deelstaat Kaduna, hebben gewapende ontvoerders een grote groep leerlingen gekidnapt uit de school in Kuriga. Enkele dagen nadien werd een losgeld van €570.000 geëist. Op 24 maart 2024 werd een grote groep ontvoerde leerlingen vrijgelaten.[8]

### 10 maart
- In Amsterdam wordt het Nationaal Holocaust Museum geopend in aanwezigheid van de Koning en de Israëlische president Herzog. Diens aanwezigheid roept protesten op in het licht van de voortdurende oorlog in Gaza.[9] Holocaustoverlevenden worden belaagd.[10]
- De Amerikaans-Britse film Oppenheimer wint zeven prijzen op de 96ste Oscaruitreiking, onder meer beste film, beste regisseur (Christopher Nolan) en beste camerawerk (Hoyte van Hoytema).[11]

### 11 maart
- De parlementsverkiezingen in Portugal worden nipt gewonnen door de nieuwe, centrumrechtse politieke partij Aliança Democrática van Luís Montenegro, met ca. 30% van de stemmen. De Partido Socialista komt op de tweede plaats, gevolgd door het rechts-populistische Chega.[12]

### 12 maart
- In het zuiden van Rusland vallen drie pro-Oekraïense Russische milities – het Vrijheid-van-Rusland-Legioen, het Russisch Vrijwilligerskorps en het Siberisch Bataljon – de regio's Koersk en Belgorod aan.[13] (Lees verder)
- In Rjazan wordt een van de grootste Russische olieraffinaderijen getroffen door drones van vermoedelijk Oekraïense makelij. Er breekt brand uit en er vallen twee gewonden. Ook andere Russische plaatsen worden doelwit van drone-aanvallen. In Kstovo werd een dag eerder ook een olieraffinaderij geraakt.[14][15] (Lees verder)

### 14 maart
- Op de Middellandse Zee komen ca. 60 migranten om het leven als de motor van hun boot stilvalt. De migranten waren vertrokken vanuit Libië en probeerden vermoedelijk Italië of Malta te bereiken.[16]

### 17 maart
- Het vulkaansysteem Eldvörp-Svartsengi op het IJslandse schiereiland Reykjanes heeft een vierde uitbarsting in evenveel maanden tijd. Het nabije vissersdorpje Grindavík wordt nogmaals geëvacueerd.[17]
- Zittend president Vladimir Poetin wint de presidentsverkiezingen in Rusland met zo'n 87 procent van de stemmen, waardoor hij aan zijn vijfde ambstermijn kan beginnen. In het Westen spreekt men van schijnverkiezingen.[18]
- De Europese Unie (EU) en Egypte ondertekenen een migratiepact. Voor Europese investeringen van 7,4 miljard euro in de grensbeveiliging en economie van Egypte, vraagt de EU in ruil aan dat land een betere controle van vluchtelingen en migranten, die illegaal naar Europa willen migreren.[19]
- Na een tegenvalling Wereldkampioenschappen shorttrack 2024 in Rotterdam Ahoy wist de Nederlandse vrouwen aflossingsploeg de wereldtitel te prolongeren.[20]

### 18 maart
- Het Pakistaanse leger voert meerdere luchtaanvallen uit op Afghaans grondgebied, als vergelding op aanvallen in het noordwesten van Pakistan. Volgens de in Afghanistan regerende Taliban vallen daarbij zeker acht doden, in de provincies Khost en Paktika (district Barmal).[21]
- Bij een huiszoeking in de Belgische stad Charleroi vallen twee doden, een agent van de Speciale Eenheden en de gezochte verdachte die zich in de woning ophield en het vuur opende. Een andere agent raakt zwaargewond. De huiszoeking had te maken met wapen- en drugshandel.[22]

### 20 maart
- Voor de kust van Indonesië kapseist een boot met meer dan 100 Rohingya-vluchtelingen, van wie er ca. 70 kunnen worden gered. Sinds enkele maanden ontvluchten de gevangen Rohingya massaal de kampen in Bangladesh, in een poging Atjeh te bereiken.[23][24]

### 22 maart
- Bij een terreuraanslag op Crocus City Hall, een concertzaal nabij de Russische hoofdstad Moskou, komen minstens 143 mensen om het leven en zijn er meer dan 360 gewonden door geweervuur en brandstichting. Islamitische Staat Khorasan, de Afghaanse tak van terreurorganisatie IS, eist de aanslag op. (Lees verder)

### 24 maart
- De presidentsverkiezingen in Senegal verlopen over het algemeen vreedzaam. Oppositiekandidaat Bassirou Diomaye Faye staat in de voorlopige resultaten aan de leiding.

### 25 maart
- De Resolutie 2728 Veiligheidsraad Verenigde Naties eist een onmiddellijk staakt-het-vuren in de Gazastrook tussen Israël en de Palestijnse beweging Hamas. Het is voor het eerst dat de raad deze oproep doet. Ook wordt de directe en onvoorwaardelijke vrijlating geëist van alle gijzelaars die nog in Gaza gevangen worden gehouden.[25]

### 26 maart
- Het Singaporese containerschip Dali komt in aanvaring met een van de steunpilaren van de Francis Scott Key Bridge in Baltimore. De brug stort praktisch volledig in, behalve een deel aan beide oevers van de rivier.[26] (Lees verder)

### 28 maart
- Het Internationaal Gerechtshof beveelt Israël om dringend meer humanitaire noodhulp toe te laten tot Gaza,[27] om de humanitaire noodsituatie in de Oorlog Hamas-Israël te lenigen. Het bevel kadert in de aanklacht van Zuid-Afrika tegen Israël.[28]

## Overleden
<< · januari · februari · maart · april · mei · juni · juli · augustus · september · oktober · november · december · >>